# Carl Hettlage

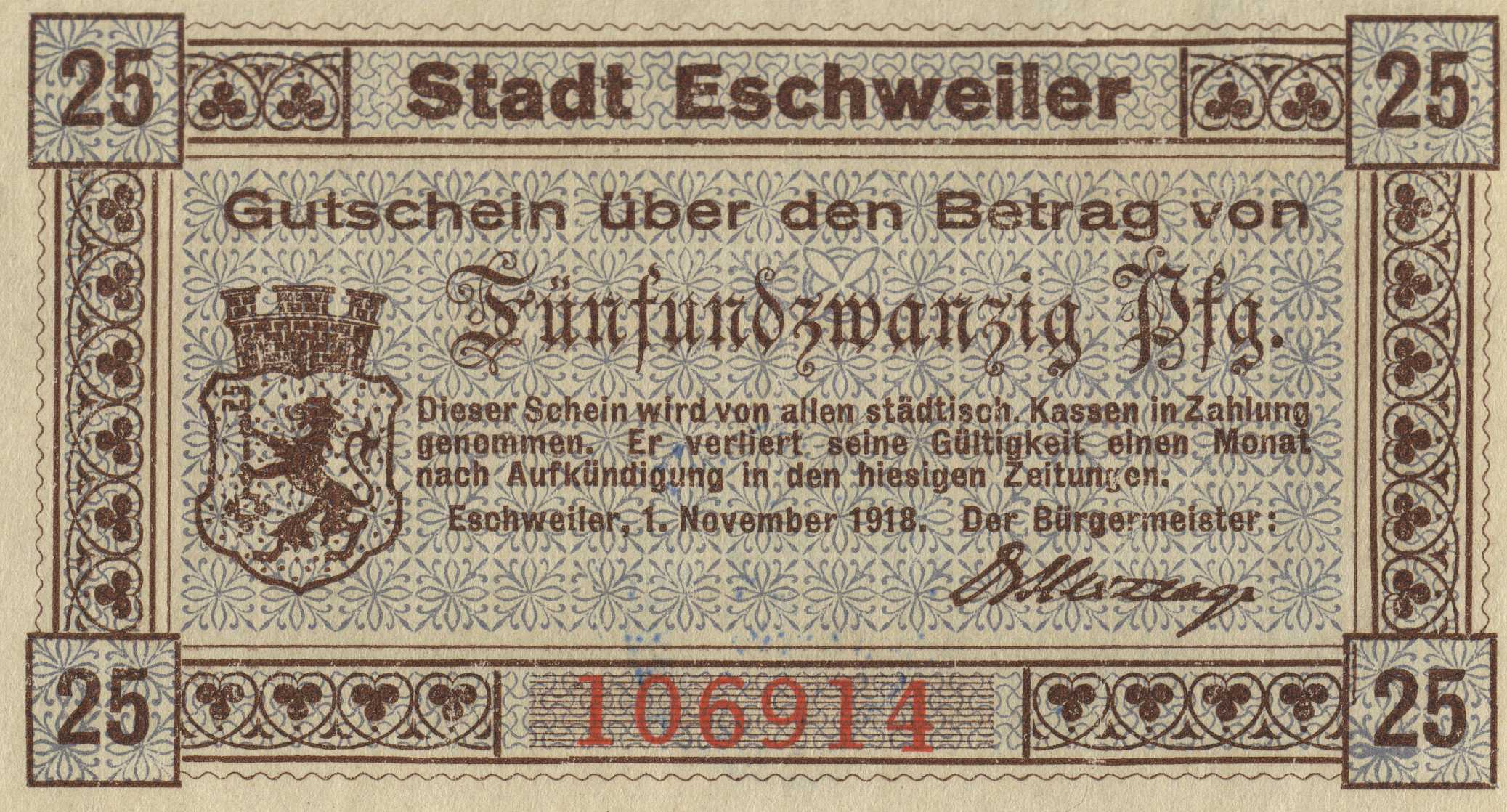
Eschweiler Notgeld von 1918 mit der Unterschrift Hettlages

Carl Hettlage (* 20. März 1874 in Paderborn; † 1. Juni 1935 in Münster) war ein deutscher Politiker.
Hettlage studierte von 1893 bis 1896 Rechtswissenschaften in Göttingen und Heidelberg. Während seines Studiums wurde er 1893 Mitglied der AV Palatia Göttingen im CV. Nach seinem Studium wurde er Rechtsreferendar, 1901 Assessor und ließ dann sich in Essen als Rechtsanwalt nieder, wo am 28. November 1902 sein Sohn Karl Maria Hettlage geboren wurde. Aus Gesundheitsgründen gab er seine Anwaltskanzlei auf und wurde 1906 Bürgermeister der Stadt Papenburg im niedersächsischen Landkreis Aschendorf (heute Landkreis Emsland).
Am 4. Februar 1911 wurde er Bürgermeister der Stadt Eschweiler im rheinischen Landkreis Aachen (heute Städteregion Aachen). Hier ging sein Sohn zur Schule. In seiner Amtszeit wurde Eschweiler am 1. Juli 1914 Garnisonstadt mit dem Einzug des 2. Bataillons des Infanterieregiments 161 (10. Rheinisches) in den Kasernenneubau, beschloss die Stadtverordnetenversammlung die Stadtfarben Schwarz-Gelb-Blau, zog die Verwaltung der BIAG Zukunft von Köln nach Eschweiler, brach der Erste Weltkrieg aus und gab die Stadt Notgeld aus. Am 11. November 1918 wurde unter der Leitung Hettlages eine Bürgerwehr gebildet, welche bis zum Einmarsch der französischen Besatzungstruppen im Dezember bestand. Von den belgischen Besatzungstruppen, welche im August 1920 die französischen ablösten, wurde er wegen verschiedener öffentlicher nationaler Bekundungen verhaftet und zu Gefängnis verurteilt. Am 31. August 1920 schied er aus dem Bürgermeisteramt aus, durfte dann auf Vermittlung der Rheinlandkommission in das unbesetzte Gebiet ziehen und wurde 1921 vom preußischen Innenminister zum Oberregierungsrat beim Oberpräsidium der Provinz Westfalen in Münster und später zum Regierungsvizepräsident berufen. 1926 war er kommissarischer Regierungspräsident des Regierungsbezirks Münster. Sein Vorgänger von 1922 bis 1926 war Heinrich Haslinde, sein Nachfolger von 1926 bis 1932 Rudolf Amelunxen.
Im Mai 1933 wurde er von den NS-Machthabern beurlaubt und im Dezember in den Ruhestand versetzt. Er starb am 1. Juni 1935.
| Vorgänger     | Amt                                    | Nachfolger       |
| ------------- | -------------------------------------- | ---------------- |
| Ludwig Carbyn | Bürgermeister von Eschweiler 1911–1920 | Hubert Kalvelage |